# Ahmad ibn Madschid
Ahmad ibn Mādschid (arabisch أحمد بن ماجد, DMG Aḥmad b. Māǧid, auch Ahmad ibn Majid; * um 1432 in Julfar, heute Ra’s al-Chaima; † vermutlich 1500) war ein arabischer Navigator und Kosmograf des 15. Jahrhunderts. Von ihm stammt ein einflussreiches Seemannshandbuch, das die islamischen Kenntnisse über die Routen nach Ostafrika und nach Indien und den Fernen Osten sowie Segel- und Navigationskenntnisse zusammenfasst.

## Leben
Ahmad ibn Madschid wurde um 1430 im arabischen Hochland von Oman geboren und starb nach 1500, dem Datum seines letzten bekannten Werks. Sein Vater und Großvater waren schon Navigatoren. Er hatte gute Kenntnisse in der Navigation nach Sternen und kannte den Almagest von Claudius Ptolemäus, die astronomischen Tafeln (Zīdsch) von at-Tusi und al-Battani und geographische Werke wie die von Yaqut und Ibn Hawqal. Wie er selbst schrieb, korrigierte er diese Bücher, falls er Fehler erkannte. Sein Hauptwerk ist das Seemanns- und Navigationshandbuch Kitāb al-Fawāʾid (mit vollem Titel: Kitāb al-Fawāʾid fī uṣūl ʿilm al-baḥr wa-l-qawāʿid, Buch nützlicher Information über die Prinzipien und Regeln der Navigation) von 1490. Es enthält detaillierte Segelanweisungen für den Indischen Ozean (darunter Sri Lanka, der Golf von Bengalen, die Küste von Siam, Sumatra und Java) sowie Ostafrika (unter anderem Sansibar und Madagaskar). Besonders ausführlich und genau waren seine Anweisungen für das Rote Meer. Dort war die Navigation besonders schwierig und die Reise nach Norden nördlich von Dschidda im Roten Meer fast unmöglich, da dort die Winde fast ständig von Norden wehten und nur Landtransport oder Transport auf kleinen Schiffen und mit Kapitänen, die die lokalen Winde genau kannten, möglich war. Auch die Reise hinauf nach Dschidda selbst oder Aidhab gegenüber auf ägyptischer Seite war nur in der Zeit des Nordost-Monsoons (Oktober bis Mitte März) möglich.
Er unterschied Seerouten in Landsicht (dīrat al-mull), solche mit vorgegebenen Kursen (dīrat al-muṭlaq) und Routen von einem festgelegten Ort zu einem anderen (dīrat al-iqtidāʾ). Navigiert wurde insbesondere nach Höhe von Sternen, vorzugsweise dem Polarstern, nicht nach der Sonnenhöhe. Die Sonnenhöhe nützte auf den tropischen Routen im Indischen Ozean, wo die Sonne stets hoch stand, wenig, im Gegensatz zur Navigation im Mittelmeer und Nordatlantik; der Polarstern stand dagegen niedrig und eignete sich besser zur Navigation. Für die Bestimmung seiner Höhe wurden auf Armlänge gehaltene Finger (wobei ein Finger noch in acht Teile feingeteilt wurde) oder der Kamal eingesetzt. Die Sternhöhe ergab die geographische Breite, die Längenabstände wurden über die Zeit gemessen, die in Drei-Stunden-Einheiten zām (Länge einer Schiffswache) eingeteilt wurden. Außerdem erklärt er die Verwendung des Kompasses, der in arabischer Tradition sogar ihm zugeschrieben wurde, obwohl ursprünglich eine chinesische Erfindung. Die Verwendung der Mondphasen wird erläutert, lokale Navigationshilfen wie Farbe und Geschmack von Strömungen, lokale Winde und das für die Fahrt nach Indien und den fernen Osten wesentliche Monsunsystem. Auf der „Seidenstraße des Meeres“ fuhren die Schiffe mit dem Sommermonsun nach Osten und mit dem Wintermonsun zurück nach Westen. Dies ermöglichte besser als auf dem Landweg einen Handels- und Kulturaustausch mit Indien, China und weiteren Ländern im fernen Osten, trug zur Ausbreitung des Islams bei und der lange anhaltenden Monopol- und Mittlerrolle islamischer Händler für den Handel im Indischen Ozean. Das Buch ist überwiegend in Versform geschrieben.
In seinem Handbuch stellte Ahmad ibn Madschid die Überlegenheit arabischer Navigatoren im Indischen Ozean gegenüber den Europäern fest, insbesondere in der Navigation nach den Sternen. Diese Art der Navigation wurde aber bald von den Portugiesen übernommen und tauchte im ersten gedruckten europäischen Werk über Navigation von 1509 auf. Auf den ersten europäischen Karten des Indischen Ozeans wurde die Breitenlage der Häfen in Einheiten von Fingern (pulgadas) angegeben, wie auch von den Chinesen. Die Araber hatten noch einige weitere Neuerungen von den Chinesen übernommen (wie das Heckruder) und konnten mit ihren Daus (mit einem dem Lateinersegel ähnlichen Settee-Segel) näher am Wind segeln als lange Zeit die Europäer. Für die Navigation benutzte man den Sonnen-Kalender von Yazdegerd, benannt nach dem Sassaniden-Herrscher Yazdegerd III., da der islamische Mondkalender nicht geeignet war.
Er kannte die Versuche der Portugiesen, das Kap der Guten Hoffnung zu erreichen, hielt Afrika aber für viel kleiner, als es tatsächlich war, und nahm an, am Kap der Guten Hoffnung befände sich ein Kanal, das unbekannte Land auf der anderen Seite wäre aber uninteressant für den arabischen Handel.

## Nachwirkung
In Europa war er bekannt als Navigator, der Vasco da Gama 1498 von Ostafrika (Malindi) zur Westküste von Indien navigierte, und wurde in portugiesischen Quellen Malemo Canaqua genannt, nach dem arabischen muʿallim kānākā für Kapitän für Himmelsnavigation. Auch in Zusammenhang mit Vasco da Gama wird er vom arabischen Historiker des 16. Jahrhunderts Qutb ad-Dīn an-Nahrawālī erwähnt (unter seinem eigentlichen Namen), der Vasco da Gama als Admiral der Franken bezeichnet.
Sein Buch hatte großen Einfluss auf spätere arabische Navigationsbücher, so das von Sulaiman al-Mahri, der möglicherweise sein Schüler war und die teilweise komplizierten Anweisungen Ahmad ibn Madschids vereinfachte. Auch auf das Handbuch des osmanischen Admirals Seydi Ali Reis (1498–1563) hatte es Einfluss.